# UCHIDA MAAYA 「Magic Number」TOUR 2018
『UCHIDA MAAYA「Magic Number」TOUR 2018』（うちだ まあや「マジックナンバー」ツアー 2018）は、内田真礼の4枚目のライブ映像作品。2018年12月12日にポニーキャニオンからBlu-rayとDVDが発売。

## 概要
2018年6月24日に東京国際フォーラムホールAで行われた『UCHIDA MAAYA「Magic Number」TOUR 2018 Magic Number 2 TOKYO』の模様が収録されている。
映像特典として、Magic Number 3 FUKUOKA（6/17）・Magic Number 1 OSAKA（7/1）公演の一部、リハーサルや舞台裏を撮影したドキュメンタリーが収録されている。

## 収録内容

### セットリスト[3]
- OPENING -
M-01 My Star is Here!!
M-02 +INTERSECT+
- MC-1 -
M-03 aventure bleu
M-04 創傷イノセンス
M-05 Resonant Heart
M-06 North Child
- DANCERS SHOW TIME -
M-07 クラフト スイート ハート
M-08 からっぽカプセル
M-09 Agitato
- MC-2 -
M-10 ロマンティックダンサー
M-11 モラトリアムダンスフロア
- BAND TIME-1 -
M-12 セツナ Ring a Bell
M-13 TickTack…Bomb
M-14 シンボリックビュー
- MC-3 -
M-15 magic hour
- BAND TIME-2 -
M-16 c.o.s.m.o.s
- MC-4 -
M-17 Applause
M-18 Smiling Spiral
M-19 take you take me BANDWAGON
M-20 Step to Next Star!!
EN-1 クロスファイア
- MC-5 -
EN-2 ギミー！レボリューション
- ENDING -

### 映像特典
Documentary of「Magic Number」TOUR 2018